# Vierständerfachwerkbau (Detmold-Bentrup)
Der Vierständerfachwerkbau mit der Adresse Im Dorfe 16 in Detmold-Bentrup wurde am 2. Oktober 1986 unter der Nummer 191 in die Liste der Baudenkmäler in Detmold eingetragen.
Das Gebäude hat fünf Fache mit Torbogen. Das Deelentor wurde nach der Inschrift 1738 errichtet. Das Gebäude ist eines der ältesten erhaltenen in Bentrup.